# George Island, Northwest Territories
George Island är en ö i Kanada.   Den ligger i territoriet Northwest Territories, i den norra delen av landet, 3 400 km nordväst om huvudstaden Ottawa. Arean är 71 kvadratkilometer.
Terrängen på George Island är platt. Öns högsta punkt är 51 meter över havet. Den sträcker sig 9,5 kilometer i nord-sydlig riktning, och 20,4 kilometer i öst-västlig riktning.
Trakten runt George Island består i huvudsak av gräsmarker. Trakten runt George Island är nära nog obefolkad, med mindre än två invånare per kvadratkilometer.